# Uloptera sculptilis
Uloptera sculptilis är en skalbaggsart som beskrevs av John Obadiah Westwood 1874. Uloptera sculptilis ingår i släktet Uloptera och familjen Cetoniidae. Inga underarter finns listade i Catalogue of Life.